# Contre-la-montre féminin des juniors aux championnats du monde de cyclisme sur route 2022
Le contre-la-montre féminin des juniors (moins de 19 ans) aux championnats du monde de cyclisme sur route 2022 a lieu le 20 septembre 2022 sur 14,1 kilomètres à Wollongong, en Australie.
La course est remportée par la Britannique Zoe Bäckstedt, devant l'Allemande Justyna Czapla et la Belge Febe Jooris.

## Classement
| \| Classement général \| Classement général \| Classement général \| Classement général \| Classement général \| \| Coureuse \| Coureuse \| Pays \| Équipe \| Temps \| \| ------------------ \| -------------------- \| ------------------ \| ----------------------- \| ------------------ \| \| 1re \| Zoe Bäckstedt \| Royaume-Uni \| Grande-Bretagne juniors \| 18 min 27 s \| \| 2e \| Justyna Czapla \| Allemagne \| Allemagne juniors \| + 1 min 36 s \| \| 3e \| Febe Jooris \| Belgique \| Belgique juniors \| + 1 min 49 s \| \| 4e \| Eliška Kvasničková \| Tchéquie \| Tchéquie juniors \| + 1 min 50 s \| \| 5e \| Anna van der Meiden \| Pays-Bas \| Pays-Bas juniors \| + 1 min 50 s \| \| 6e \| Elisabeth Ebras \| Estonie \| Estonie juniors \| + 1 min 51 s \| \| 7e \| Nienke Vinke \| Pays-Bas \| Pays-Bas juniors \| + 1 min 52 s \| \| 8e \| Isabelle Carnes \| Australie \| Australie juniors \| + 1 min 55 s \| \| 9e \| Laura Lizette Sander \| Estonie \| Estonie juniors \| + 2 min 00 s \| \| 10e \| Isabel Sharp \| Royaume-Uni \| Grande-Bretagne juniors \| + 2 min 05 s \| |                      |             |                         |              |
| |                      |             |                         |              |
| Source : ProCyclingStats |                      |             |                         |              |
| Classement général |                      |             |                         |              |
| Coureuse | Coureuse             | Pays        | Équipe                  | Temps        |
| 1re | Zoe Bäckstedt        | Royaume-Uni | Grande-Bretagne juniors | 18 min 27 s  |
| 2e | Justyna Czapla       | Allemagne   | Allemagne juniors       | + 1 min 36 s |
| 3e | Febe Jooris          | Belgique    | Belgique juniors        | + 1 min 49 s |
| 4e | Eliška Kvasničková   | Tchéquie    | Tchéquie juniors        | + 1 min 50 s |
| 5e | Anna van der Meiden  | Pays-Bas    | Pays-Bas juniors        | + 1 min 50 s |
| 6e | Elisabeth Ebras      | Estonie     | Estonie juniors         | + 1 min 51 s |
| 7e | Nienke Vinke         | Pays-Bas    | Pays-Bas juniors        | + 1 min 52 s |
| 8e | Isabelle Carnes      | Australie   | Australie juniors       | + 1 min 55 s |
| 9e | Laura Lizette Sander | Estonie     | Estonie juniors         | + 2 min 00 s |
| 10e | Isabel Sharp         | Royaume-Uni | Grande-Bretagne juniors | + 2 min 05 s |